# Elaine Pagels

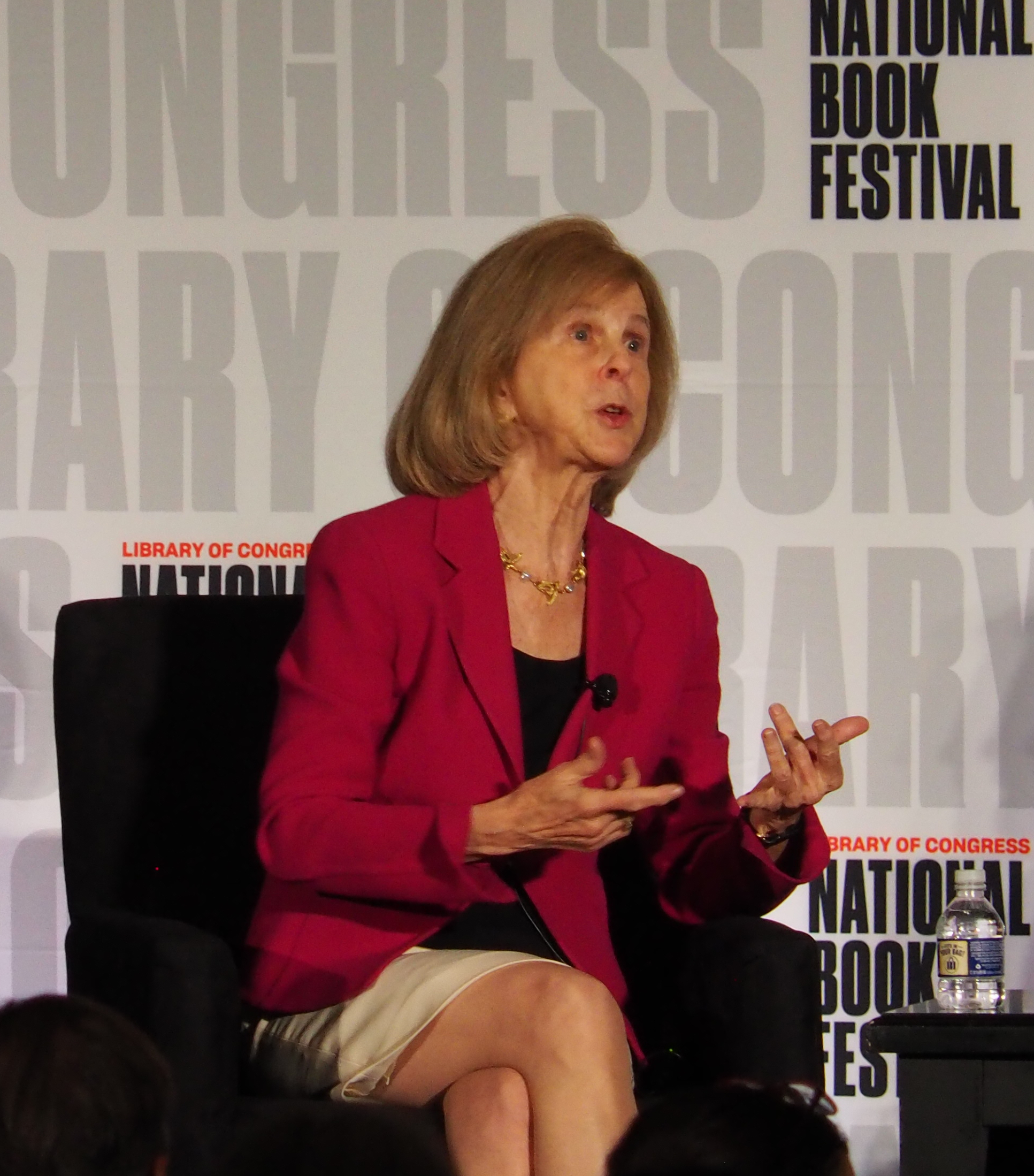
na krajowym festiwalu książki

Elaine Pagels (ur. 13 lutego 1943) – amerykańska profesor religioznawstwa, badająca dzieje chrześcijaństwa.
Pagels urodziła się w Kalifornii, ukończyła Stanford University (tytuł B.A. otrzymała w 1964, M.A. - 1965). Tytuł Ph.D. otrzymała na Harvard University. Jej opiekunem naukowym był Helmut Koester. Od 1969 roku żona Heinza Pagelsa. W czasie studiów na Harvardzie należała do zespołu prowadzącego badania nad tekstami z Nag Hammadi library. Tytuł profesora religioznawstwa otrzymała na Princeton University.

## Publikacje
- Johannine Gospel in Gnostic Exegesis: Heracleon's Commentary on John (1973), Society of Biblical Literature, 1989 edition: ISBN 1-55540-334-4.
- The Gnostic Paul: Gnostic Exegesis of the Pauline Letters (1975), Fortress Press, ISBN 0-8006-0403-2
- The Gnostic Gospels (1979), Vintage Books, ISBN 0-679-72453-2 (Ewangelie gnostyckie, tłum. z jęz. ang. I.Szuwalska, Purana, Wrocław 2007).
- Adam, Eve and the Serpent (1988), Vintage Books, ISBN 0-679-72232-7.
- The Origin of Satan (1995), Vintage Books, ISBN 0-679-73118-0.
- Beyond Belief: The Secret Gospel of Thomas (2003), Vintage Books, ISBN 0-375-50156-8 (Nauka Jezusa według tajemnej Ewangelii Tomasza, tłum. z jęz. ang. I. Szuwalska, Purana, Wrocław 2005).
- Reading Judas: The Gospel of Judas and the Shaping of Christianity, współautor: Karen L. King (2007), Viking Press, ISBN 0-670-03845-8.